# Cale Boggs

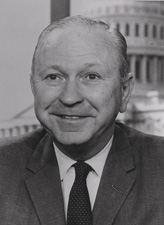
Cale Boggs

James Caleb „Cale“ Boggs (* 15. Mai 1909 in Cheswold, Delaware; † 26. März 1993 in Wilmington, Delaware) war ein US-amerikanischer Politiker und von 1953 bis 1960 Gouverneur des Bundesstaates Delaware. Außerdem vertrat er seinen Staat in beiden Kammern des US-Kongresses.

## Frühe Jahre
Cale Boggs besuchte die öffentlichen Schulen seiner Heimat. Bis 1931 studierte er dann an der University of Delaware. Nach einem anschließenden Jurastudium an der Georgetown University in Washington wurde er im Jahr 1938 als Rechtsanwalt zugelassen. Danach arbeitete er in Dover in seinem neuen Beruf. Boggs erhielt außerdem das Recht, sowohl vor dem Obersten Gerichtshof von Delaware als auch vor dem Obersten Gerichtshof der Vereinigten Staaten Prozesse zu führen. Während des Zweiten Weltkriegs war er als Colonel auf dem europäischen Kriegsschauplatz eingesetzt, wo er zeitweise unter dem Kommando von General George S. Patton stand. Nach seiner Rückkehr in die Vereinigten Staaten war er 1946 beisitzender Richter an einem Familiengericht im New Castle County.

## Politische Laufbahn

### Kongressabgeordneter
James Boggs war Mitglied der Republikanischen Partei. Im Jahr 1946 wurde er als Kandidat seiner Partei gegen den Demokratischen Amtsinhaber Philip A. Traynor mit 56 % der Wählerstimmen in das US-Repräsentantenhaus gewählt. In den Jahren 1948 und 1950 wurde er jeweils in diesem Amt bestätigt. Damit vertrat er zwischen dem 3. Januar 1947 und dem 3. Januar 1953 die Interessen seines Staates im Kongress.

### Gouverneur
Bei den Gouverneurswahlen des Jahres 1952 gelang es Boggs, den Amtsinhaber Elbert N. Carvel zu schlagen. Nach einer Wiederwahl im Jahr 1956 konnte er fast zwei komplette Amtszeiten als Gouverneur absolvieren. In seiner fast achtjährigen Amtszeit wurden einige Regierungsabteilungen neu strukturiert. Boggs unterstützte auch die Idee, den Kommunen mehr Kompetenzen einzuräumen.  Außerdem wurden damals einige Schuldistrikte zusammengelegt. Ein heißes Thema in seiner Regierungszeit war die Eingliederung der afroamerikanischen Kinder in reguläre Schulen zusammen mit den weißen Schülern (Desegregation).

### US-Senator
Im November 1960 wurde Cale Boggs gegen den Amtsinhaber Joseph Allen Frear als Class-3-Senator in den US-Senat gewählt. Aus diesem Grund trat er am 30. Dezember 1960, zwei Wochen vor Ablauf der regulären Amtszeit, als Gouverneur zurück. Boggs trat sein neues Mandat im Kongress am 3. Januar 1961 an und konnte nach einer Wiederwahl im Jahr 1966 bis zum 3. Januar 1973 sein Amt ausüben. Bei den Kongresswahlen des Jahres 1972 unterlag er gegen Joe Biden, dem späteren Vizepräsidenten der Vereinigten Staaten von 2009 bis 2017 und 46. US-Präsidenten seit Januar 2021.

## Weiterer Lebenslauf
Nach dem Ende seiner Zeit im Kongress wurde Boggs als Rechtsanwalt in Wilmington tätig. Er starb im März 1993. Mit seiner Frau Elizabeth Muir hatte er zwei Kinder.